# The Train I'm On
The Train I'm On är ett musikalbum av Tony Joe White som lanserades 1972 på skivbolaget Warner Bros. Records. Albumet var hans femte studioalbum och det producerades av Jerry Wexler och Tom Dowd. Inspelningarna skedde på Muscle Shoals Sound Studio i Muscle Shoals, Alabama.

## Låtlista
(låtar utan angiven upphovsman skrivna av Tony Joe White)
1. "I've Got a Thing About You Baby" - 2:42
2. "The Family" (John Hurley, Ronnie Wilkins) - 3:30
3. "If I Ever Saw a Good Thing" - 3:21
4. "Beouf River Road" - 3:20
5. "The Train I'm On" - 3:09
6. "Even Trolls Love Rock and Roll" - 4:56
7. "As the Crow Flies" - 3:50
8. "Take Time to Love" (Donnie Fritts, Tony Joe White) - 3:02
9. "300 Pounds of Hongry" (Donnie Fritts, Eddie Hinton) - 2:44
10. "The Migrant" - 4:00
11. "Sidewalk Hobo" - 3:54
12. "The Gospel Singer" - 3:32